# Wonder Network/private link
「Wonder Network/private link」（ワンダー ネットワーク/プライベート リンク）は、丹下桜の8作目のシングルである。1999年3月5日、KONAMIより発売された。

## 概要
- 初回限定盤は、応募ハガキ封入。
- 丹下が期間限定で放送していたラジオ「Alice ON WONDER-NET」の新テーマソングを収録したシングル、「Wonder Network」はアルバム『Alice』に-Rabbit version-として収録、なおベストアルバム『SAKURA』にも-Rabbit version-が収録された為、2011年6月8日の「丹下桜 パーフェクト・ベスト」発売までシングル盤の音源は今作でしか聴く事が出来なかった。
- また両A面となった「private link」は、共作ではあるが丹下が初めて自ら作曲を手がけた楽曲である。ミニアルバム『Alice』には収録されず、4thアルバム『Neo-Generation』に収録された。

## 収録曲
1. Wonder Network [4:48]
作詞：丹下桜、作曲：依田和夫、編曲：吉田潔
NACK5ラジオ「Alice ON WONDER-NET」1999年2、3月オープニングテーマ
「丹下桜 パーフェクト・ベスト」収録時は4:46と無音部分が2秒短い。
2. private link [4:42]
作詞：丹下桜、作曲：中山手瞬・丹下桜、編曲：吉田潔
NACK5ラジオ「Alice ON WONDER-NET」1999年2、3月エンディングテーマ
3. Wonder Network（karaoke） [4:48]
4. private link（karaoke） [4:38]